# 神戶北野美術館
神戶北野美術館（日语：神戸北野美術館）是一座位於兵庫縣神戶市中央區的美術館。其建築物修建於1898年，在1978年之前，神戶北野美術館曾是美國駐神戶領事館的一部分。也是目前重要傳統的建造物群保存地區「北野町山本通」的構成部分。
它層被暱稱為「白宮」，因為建築物被漆成純白色。

## 沿革
神戶北野美術館當前館舍是建於1898年（明治31年）的歷史建築物。當前美術館除展示常設展覽，包括約 50 幅石版畫和原畫，其中包括與蒙馬特有關聯的畫家亨利·德·土魯斯-羅特列克得作品，同時也展出神戶‧北野歷史資料，並介紹日本國營橄欖園初期的狀況。目前本館還也作為北野・山本地區保護培育會兼神戶國際橄欖學院事務局使用。

## 建築概要
- 竣工 - 明治31年（1898年）
- 構造 - 主屋+附屬建築、木造、寄棟造、桟瓦葺、平屋建 、外壁下見板張
- 所在地 - 〒650-0002 兵庫縣神戶市中央區北野町2-9-6
- 備註 - 已登錄北野・山本地區傳統的建造物－6（指定名稱、「舊美國駐神戶領事館官舍」）

## 設施概要
- 主屋
  - 展示室
  - 博物館商店
  - 咖啡店
- 附屬建築
  - 博物館咖啡廳

## 外部連結
- 神戸北野美術館 （页面存档备份，存于）
- 神戶北野美術館的Facebook專頁